# 認知評估
認知評估（英語：Cognitive appraisal），是個人對情況的解釋，也就是一個人如何看待情況。評估是指根據個人本身情況為背景之下對環境進行直接、即時，以及直覺性的衡量。評估提供了人們如何主觀地體驗他們的環境，並且和情緒緊密相關。
認知評估可用來確定事件是否為壓力。當事件發生後，個體可對於環境做認知評估，若出現適應不良而導致壓力及痛苦，可導致精神疾病。當遇到重大事件時，有些人可能自動尋找心理治療，而心理治療師可針對認知評估來治療。 

## 評估類型

### 情感評估
情感體驗有多層面，傳統理論家只研究了二個維度：愉悅和覺醒。伊拉·羅斯曼（Ira Roseman）和克勞斯·薛勒於1980年代提出新的看法，而目前有八個認知評估層面來區分情感理解。 
大多數人表達情緒時常用不同分類，例如：“我很害怕”或“我很傷心”。但理論學家認為情緒並非類別式的，若只有幾種分類來了解情感，難以捕捉情感的相似性和差異。但多維度的理論以及類別式理論其實也能相容。理論學家已知情緒之間常有重疊或是相互關係。1896年，威廉·馮特提出了三維情感結構以及1941年哈洛德·許洛斯伯格開始對情緒之間的結構性相互關係進行了一系列調查。但只有愉悅和覺醒的水平是能夠在不同研究中被驗證的維度。另一組的研究學者不認同多維度的理論以及類別式理論。他們認為，情感上的差異必須來自個體對其環境的評估方式的差異。
個人情緒中每種情感有獨特的認知評估模式為特徵。理論家必須考慮到所有三種模式（維度，分類或環境）以及個人的認知評估來區分情緒。

### 壓力評估
理查·拉薩路斯是首位用評估來研究壓力的學者。他認為個人如何認知評估事件會導致個人壓力程度的不同。其認知評估分成兩階段：
階段一
初級評估。初步評估情況是對當下情況威脅進行評估。有三種結論：
- 不相關
- 良性
- 壓力：可能會有傷害，損失，威脅，或是挑戰。

當事件在初步評估過程中被認為是負面的，個人進入第二階段。
階段二
評估個人能力是否可應對情況，以及是否具有處理問題的工具。第二階段評估常與階段一交互作用產生對事件的情緒反應。 進一步評估包含：
- 危害：對事件已造成的損害的評估。
- 威脅：事件可能導致的未來可能的損壞。
- 挑戰：有機會克服事件甚至有潛力能從事件中獲利。

在第二階段，如果個人發現他們沒有處理問題的工具來應付事件，它將決定經歷的壓力水平。舉個例子：對蛇的反應。一隻無毒的水蛇可能會造成某些人極度恐懼，而在有背景知識人的身上做完認知評估後不會有任何壓力。